# 卡莉·克劳斯
卡莉·伊莉莎白·克勞斯（英語：Karlie Elizabeth Kloss，1992年8月3日—），是一名美國模特兒。生于美国芝加哥，暱稱“小KK”

## 模特兒生涯
卡莉於15歲時被模特兒公司Elite簽下，隨即於2008年為卡爾文·克雷恩 (Calvin Klein) 走秀，開啟模特兒生涯。曾代言高級時裝品牌克里斯汀·迪奧 (Dior)、蓮娜・麗姿 (Nina Ricci)、伊夫·聖羅蘭 (YSL)及唐納·凱倫 (Donna Karan)，並於2015年成為施華洛世奇 (Swarovski)的全球代言人。
卡莉曾參與范倫鐵諾 (Valentino)、亞歷山大·麥昆 (Alexander McQueen)、索尼亞·里基爾 (Sonia Rekiel)、迪奧 (Dior)、扎克・珀森 (Zac Posen)、馬克·雅各布斯 (Marc Jacobs)、安娜蘇(Anna Sui)、 紀梵希 (Givenchy) 等著名時裝及奢侈品的時裝展，也曾登上VOGUE及Teen Vogue等雜誌封面。
卡莉2009年被評為全球時尚大刊出鏡率最高的模特兒，2013年於Models.com的Top 50 Women中獲選排第7名，被Vogue法國版列入二千年代的前三十名女模特兒，2014年收入達400萬美金。
卡莉於2011年初次登上維多利亞的秘密 (Victoria' Secret) 秀場舞台，並於在2013正式成為維多利亞的秘密天使之一。2014年維多利亞的秘密大秀中背上史上最重的純金翅膀。2015年卡莉於維多利亞的秘密大秀後決定專注於課業。2017年卡莉再度重返維多利亞的秘密大秀。
卡莉同時與美國創作歌手泰勒絲 (Taylor Swift) 為好姊妹，並加入2015年泰勒絲的單曲《Bad Blood》的MV拍攝。

## 個人生活
卡莉出生於美國芝加哥，她有三個姊妹，包括一對雙胞胎，父親是一位急症室醫生。1994年，他們一家搬去聖路易斯。
卡莉的興趣包括烤餅乾、騎單車、跳芭蕾舞、寫程式。
2014年於哈佛進修商學院課程，2015年時被紐約大學傳媒與程式編輯錄取，並與Flatiron School和Code.org共同創辦了專門提供年輕女性學習程式語言的夏令營 Kode with Klossy，鼓勵13-18歲的女孩學習程式語言。卡莉同時也擁有許多副業，包含個人Youtube頻道Klossy以及餅乾品牌Karli's Kookies。
卡莉於2012年維多利亞的秘密秀後派對認識了大六歲的約書亞·庫許納 。約書亞的哥哥為贾里德·库什纳，美國總統唐納·川普的女婿及高級顧問。卡莉與約書亞·庫許納相戀六年，並於2018年10月18日在紐約舉辦婚禮。2021年3月，她诞下長子，2023年7月，她誕下次子，好友相繼祝賀。

## 职业生涯

### 期刊杂志
- 《ELLE》
- 《Glamour》
- 《Harper's Bazaar》
- 《InStyle》
- 《Numero》
- 《Teen Vogue》
- 《Vogue》
- 《W》

### 代言品牌
- adidas by Stella McCartney
- Carolina Herrera
- Chanel
- Chloe
- Dior
- Donna Karan
- L'Oréal
- Nina Ricci
- Prada
- SWAROVSKI
- 维多利亚的秘密
- Versace
- YSL
- Louis Vuitton

## 外部連結
- 卡莉·克劳斯在互联网电影资料库（IMDb）上的資料（英文）
- 卡莉·克劳斯的Instagram帳戶
- 卡莉·克劳斯的Facebook專頁
- 卡莉·克劳斯的X（前Twitter）
- Youtube頻道Klossy（页面存档备份，存于）